# Agnostina

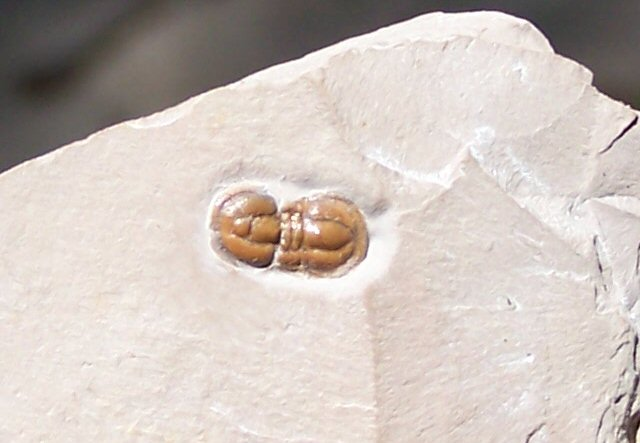
Peronopsis interstrictus

Az Agnostina a háromkaréjú ősrákok (Trilobita) osztályába és az Agnostida rendjébe tartozó alrend.

## Rendszerezés
Az alrendbe az alábbi öregcsaládok, családok és nemek tartoznak:
- Agnostoidea
  - Agnostidae
  - Clavagnostidae
  - Diplagnostidae
  - Doryagnostidae
    - Doryagnostus

  - Metagnostidae
  - Peronopsidae
  - Ptychagnostidae
- Condylopygoidea
  - Condylopygidae

- Incertae sedis (az alábbi család és nemek rendszertani helyzete bizonytalan):
  - Spinagnostidae

- Agnostogonus
- Armagnostus
- Blystagnostus
- Delagnostus
- Dignagnostus
- Gallagnostus
- Glaberagnostus
- Grandagnostus
- Hastagnostus
- Leiagnostus
- Megagnostus
- Peratagnostus
- Phaldagnostus
- Phoidagnostus
- Plurinodus
- Skryjagnostus
- Valenagnostus